# Decio
Decio, de nombre completo Cayo o Gayo Mesio Quinto Trajano Decio (en latín: Gaius Messius Quintus Traianus Decius; Budalia, 201-Abrito, 1 de julio de 251), fue un emperador romano que gobernó entre 249 y 251. Distinguido político durante el reinado de Filipo el Árabe, Decio fue proclamado emperador por sus tropas después de sofocar una rebelión en Moesia. En 249, derrotó y mató a Filipo cerca de Verona y luego fue reconocido como emperador por el Senado. Durante su reinado, intentó fortalecer el Estado romano y su religión, lo que condujo a la persecución de Decio, en la que varios cristianos prominentes, incluido el papa Fabián, fueron ejecutados.
En el último año de su reinado, Decio fue cogobernante con su hijo Herenio Etrusco hasta que ambos murieron en la batalla de Abrito, convirtiéndose en el primer emperador romano en morir en combate frente a los bárbaros.

## Su ascenso al trono
Decio nació en Budalia, hoy Martinci, Serbia cerca de Sirmio (Sremska Mitrovica), en Panonia Inferior. Fue uno de los primeros de una larga serie de emperadores oriundos de la provincia de Iliria, en el Danubio. A diferencia de sus inmediatos predecesores imperiales, como Filipo el Árabe o Maximino, Decio era un senador distinguido que había servido como cónsul en 232. Había sido gobernador de la Hispania Tarraconense entre 235 y 238 y fue prefecto urbano de Roma durante el principio del reinado del emperador Filipo el Árabe (Marco Julio Filipo).
Hacia 245 Trajano Decio fue nombrado comandante de las legiones en la zona del Danubio por el entonces emperador Filipo I. En 248 o 249 el emperador le ordenó sofocar la revuelta de Pacatiano y sus tropas en Mesia y Panonia. Los soldados estaban enojados debido al tratado de paz firmado entre Filipo y los sasánidas. Decio cumplió con su cometido. Pero Filipo I era un emperador poco querido y las legiones, concluida la campaña, insistieron en sustituirle, proclamando emperador a Trajano Decio, aunque Decio todavía mantenía que era leal a Filipo.

## Decio como emperador
Tras su proclamación, Decio se puso en marcha hacia Roma. En el verano de 249 se encontró con el ejército de Filipo cerca de Verona, Italia, y tuvo lugar una batalla entre el anterior emperador y el nuevo, siendo aquel derrotado y muerto. El Senado reconoció a Decio como emperador, dándole el atributo Traianus, una referencia al emperador Trajano. El historiador bizantino Zósimo escribió así la escena:

Decio fue entonces investido en púrpura y forzado a asumir [las duras tareas de] el gobierno, a pesar de su renuencia y mala gana.

Su mujer, Herenia Etruscila, fue aceptada como Augusta.

### Iniciativas políticas y monumentales
El programa político de Decio se centró en la restauración de la fuerza del Estado, tanto oponiéndose militarmente a las amenazas externas como restaurando la piedad pública con un programa de renovación de la religión estatal. Consideraba que el Imperio atravesaba por graves problemas de corrupción y decadencia. Una parte de la culpa la buscó en la pérdida de los antiguos valores y en el abandono de los viejos cultos. Por ello, mandó retomar el culto y las ofrendas ancestrales en todo el territorio.
Bien como una concesión al Senado, o quizás con la idea de mejorar la moralidad pública, Decio intentó revivir el cargo de censor por lo que instó al Senado a nombrar al candidato propuesto por él mismo y que era el futuro emperador Valeriano. Pero este, bien consciente de los peligros y las dificultades inherentes al cargo en aquella época, rechazó el cargo. La invasión de los godos y la muerte de Decio anuló la reforma.
Durante su reinado, procedió a construir varios edificios en Roma «incluyendo las Termas Dacianas o baños de Decio sobre el Aventino» que fueron terminadas en 252 y aún sobrevivían en el siglo XVI; Decio también actuó para reparar el Coliseo, que había resultado dañado por los rayos.

### Persecución de los cristianos

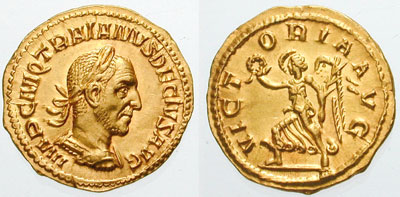
Áureo de victoria de Decio.

La intención de reforzar los cultos tradicionales llevó a un enfrentamiento entre Decio y los cristianos. Algunos cristianos se oponían civilmente a la reposición de los antiguos valores, pero la mayoría de éstos mirando al gobierno imperial con desconfianza, preferían solamente mantenerse apartados. Sin embargo, fueron duramente perseguidos, puesto que se los quería obligar a realizar actos de culto de la religión civil romana, que implicaban adoración a la figura del emperador. En enero de 250, Decio emitió un edicto para la supresión del cristianismo. El edicto en sí fue bastante claro:

Se requiere a todos los habitantes del imperio para que hagan sacrificios ante los magistrados de su comunidad «por la seguridad del imperio» en un día determinado (la fecha variaría en cada lugar y la orden pudo haber sido que el sacrificio tenía que estar consumado dentro de un específico período después de que la comunidad recibiera el edicto). Cuando hagan el sacrificio podrán obtener un certificado (libellus) documentando el hecho de que han cumplido la orden.

Mientras el propio Decio pudo haber pretendido el edicto como una forma de reafirmar su visión conservadora de la Pax Romana y para reafirmar a los ciudadanos de Roma que el Imperio todavía era seguro, a pesar de ello encendió una «terrible crisis de autoridad cuando varios obispos [cristianos] y sus rebaños reaccionaron a él de diversas maneras». Primero se tomaron medidas exigiendo que los obispos y oficiales de la iglesia hicieran un sacrificio por el emperador, un asunto de un juramento de alianza que los cristianos consideraban ofensivo. Se emitieron certificados en favor de aquellos que satisficieron a los inspectores paganos durante la persecución de los cristianos bajo Decio. Cuarenta y seis certificados semejantes se habían publicado, todos datados del año 250, cuatro de ellos de Oxirrinco. Los seguidores cristianos que rechazaron ofrecer un sacrificio pagano por el emperador y el bienestar del imperio a una fecha determinada se arriesgaban a la tortura y a la ejecución.
Una serie de destacados cristianos de hecho rechazaron hacer sacrificios y fueron asesinados en el proceso, incluyendo al propio obispo de Roma, Fabián, en 250 y «los sentimientos anticristianos llevaron a la cacería de los fieles en Cartago y Alejandría». En realidad, sin embargo, hacia el final del segundo año de reinado de Decio, «la ferocidad de la persecución [anticristiana] había disminuido, y la tradición precedente de tolerancia había comenzado a reafirmarse». La Iglesia cristiana sin embargo nunca olvidó el reinado de Decio a quien motejaron como «ese feroz tirano».

### Peste antonina
En esta época, hubo un segundo estallido de la peste antonina, que en su punto álgido en 251 a 266 se llevó las vidas de 5000 personas diarias en Roma. Se refieren a este brote como la «peste de Cipriano» (el obispo de Cartago), donde tanto la peste como la persecución de los cristianos fueron especialmente severas. El biógrafo de Cipriano Poncio dio un vívido relato de los desmoralizadores efectos de la peste y Cipriano moralizó sobre el acontecimiento en su composición De mortalitate.
En Cartago la «persecución deciana» se desencadenó a la llegada de la peste usando a los cristianos como chivos expiatorios, llegando a la muerte de muchos cristianos, entre ellos los miembros del presbiterio y el propio "papa" de Cartago, el obispo metropolitano Tascio Cecilio Cipriano en el año 256. El edicto de Decio fue renovado bajo Valerio en 253 y rechazado bajo su hijo, Galieno, en 260-1.

### Acciones militares y muerte

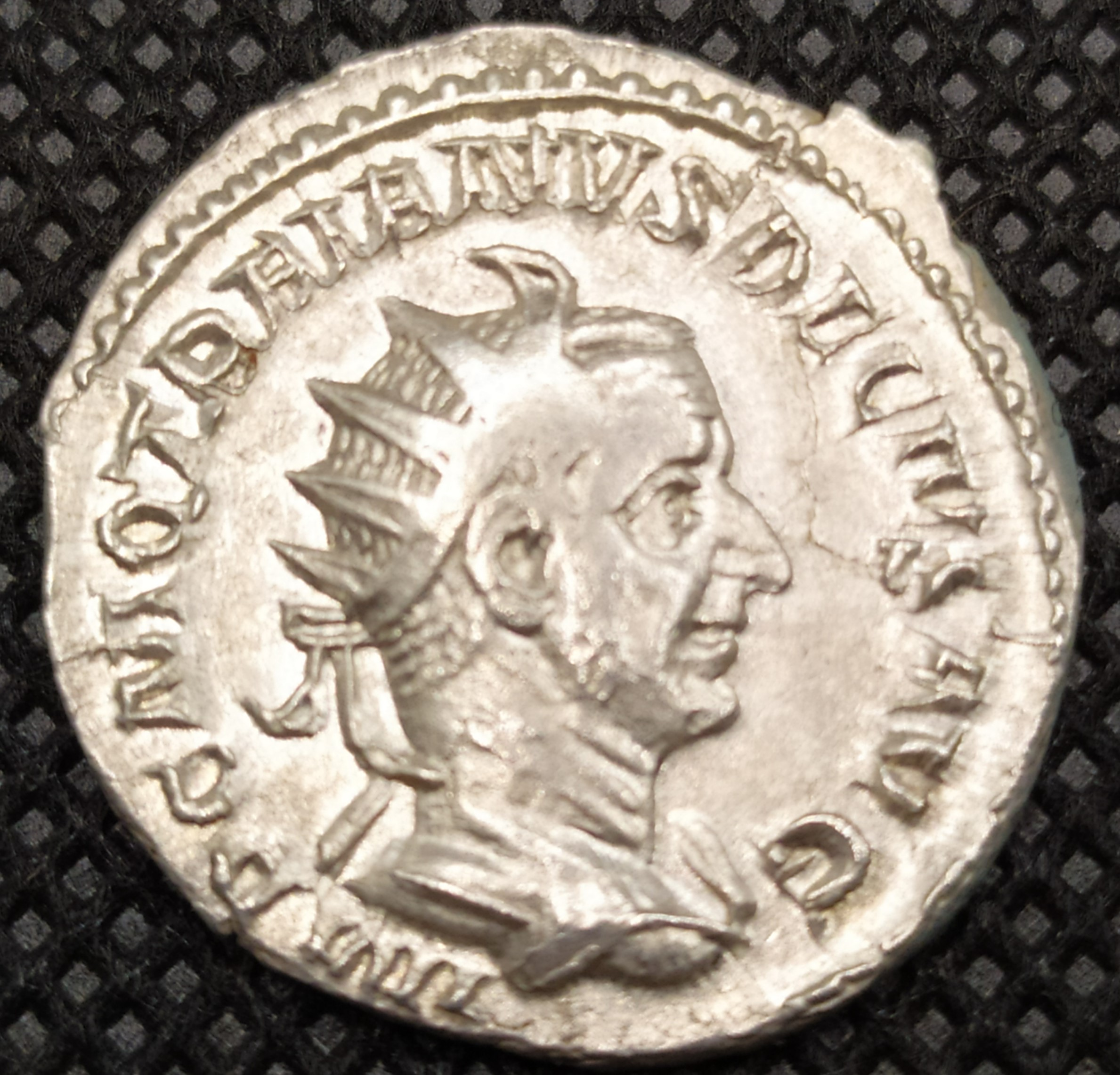
Antoniniano de Trajano Decio.

Las incursiones bárbaras en el Imperio se estaban haciendo poco a poco más osadas y frecuentes mientras que el Imperio se tenía que enfrentar a una seria crisis económica en la época de Decio. En su breve reinado Trajano Decio tuvo que realizar importantes operaciones bélicas contra los godos, quienes cruzaron el Danubio para saquear los territorios de Mesia y Tracia. Esta es la primera ocasión de importancia en la que los godos, que más tarde tendrían un papel decisivo, aparecen en la documentación histórica. No se conocen muchos detalles de la campaña y hasta qué punto Trajano Decio y su hijo mayor Herenio Etrusco estuvieron personalmente envueltos.
Los godos bajo el rey Cniva fueron sorprendidos en el asedio de Nicópolis en las orillas del Danubio. Al acercarse el ejército romano, los godos traspasaron las montañas balcánicas pero, entonces, regresaron y sorprendieron a los romanos cerca de Beroë (moderna Stara Zagora), saqueando su campamento y dispersando a las tropas. Fue la primera vez en que un emperador romano huyó a la vista de los bárbaros.
Los godos entonces atacaron Filipópolis (moderna Plovdiv), que cayó en sus manos. Trataron la ciudad con suma crueldad. El gobernador de Tracia, Prisco, hermano del anterior emperador Filipo, se autoproclamó emperador bajo protección goda en oposición a Decio, pero el desafío de Prisco resultó irrelevante cuando fue asesinado poco tiempo después.
Agotados por el asedio de Filipópolis que había mermado tanto los recursos como el número de los godos, estos ofrecieron salir de la ciudad sin cautivos ni botín para conseguir una retirada libre.[cita requerida] Decio sin embargo que había conseguido cerrar el cerco y confiaba en cortarles la retirada, se negó a negociar esta posibilidad. El enfrentamiento final, en el que los godos lucharon con el valor de la desesperación, bajo el mando de Cniva, tuvo lugar en la segunda semana de junio de 251 en terreno cenagoso en la Ludogorie, una región en Bulgaria nororiental que confluye con la meseta de Dobruja y la llanura danubiana al norte, cerca del pequeño asentamiento de Abrito o Forum Terebronii (moderno Razgrad): véase batalla de Abrito. Jordanes narra que el hijo de Decio, Herenio Etrusco fue asesinado por una flecha al comienzo de la batalla, y para animar a sus soldados Decio exclamó «Que nadie llore; la muerte de un soldado no es una gran pérdida para la república». A pesar de ello, el ejército de Decio se empantanó en las ciénagas y fue aniquilado en esta batalla, mientras que él mismo fue muerto en el campo de batalla. Como cuenta el historiador Aurelio Víctor:

Los Decii (esto es Decio), mientras perseguía a los bárbaros al otro lado del Danubio, murió por traición en Abrito después de reinar dos años.... Muchos cuentan que el hijo pronto cayó en batalla mientras dirigía un ataque demasiado audazmente; que el padre sin embargo, había afirmado enérgicamente que la pérdida de un soldado le parecía demasiado insignificante para preocuparse. Y así siguió con la guerra y murió de manera parecida mientras peleaba enérgicamente.

Según una tradición literaria posterior, Decio fue traicionado por su sucesor Treboniano Galo, quien estaba implicado en una alianza secreta con los godos pero esto no puede sostenerse y fue con toda probabilidad una invención posterior puesto que Galo se sintió obligado a adoptar al hijo menor de Decio, Gayo Valente Hostiliano, como emperador conjunto incluso aunque el segundo era demasiado joven para gobernar por derecho propio. Es también improbable que las dispersas legiones romanas proclamaran emperador a un traidor que era responsable de la pérdida de tantos soldados de entre sus filas. Decio fue el primer emperador romano que murió en batalla contra un ejército enemigo. Su cuerpo jamás fue encontrado.

## Familia
Casado al menos antes del año 230 con Herenia Cupresenia Etruscila, cuyo lugar de nacimiento se desconoce, aunque se presume que tuviera una parentela noble y alguna relación con Etruria. Fue declarada Augusta poco después de llegar Decio al trono; ostentaba el título de Mater castrorum desde mediados de 250, y el de Mater Augustorum desde comienzos del año 251. Murió a mediados de julio de ese mismo año, poco después que su marido y su hijo mayor, y casi al mismo tiempo que el menor. Los dos hijos varones de la pareja fueron:
1. Herenio Etrusco, nacido en Pannonia h. 220/230, que llegó a ser coagusto de su padre.
2. Valente Hostiliano, nacido poco después de 230 en Sirmio en el Ilírico. Fue reconocido por el Senado, adoptado y tenido por co-augusto por Treboniano Galo, según el historiador Zósimo para evitar una guerra civil, pero murió en Roma, al comienzo de una famosa epidemia, antes del 15 de julio de 251.

Aunque en un primer momento el emperador y su hijo mayor fueron declarados divi, para el mes de julio toda la familia imperial había sido objeto de damnatio memoriae.